# Battaglia di Capo Passero (1940)
La battaglia di Capo Passero fu uno scontro navale avvenuto nella notte dell'11 - 12 ottobre 1940 nel Mediterraneo al largo del promontorio siciliano di Capo Passero.
Nonostante i rifornimenti ricevuti mediante l'operazione Hats e l'operazione MB 5, l'isola di Malta, sotto assedio aeronavale da parte delle forze italiane, necessitava urgentemente di materiali e rifornimenti di vario genere, sia per poter costituire una minaccia al traffico navale italiano diretto verso la Libia, sia per fronteggiare un eventuale sbarco di truppe dell'Asse sull'isola. Il comando inglese decise così di inviare all'isola, per la prima decade dell'ottobre 1940, un nuovo convoglio.

## Parte il convoglio
L'8 ottobre 1940 un convoglio composto da quattro piroscafi lasciò Alessandria d'Egitto con una imponente scorta; gli incrociatori Calcutta e Coventry e quattro cacciatorpediniere costituivano la scorta diretta, mentre la scorta indiretta era costituita delle navi da battaglia Warspite (nave insegna dell'ammiraglio Cunningham), Valiant, Malaya, Ramillies, le portaerei Illustrious, Eagle, l'incrociatore pesante York, gli incrociatori leggeri Gloucester, Liverpool, Ajax, Orion, Sydney e sedici cacciatorpediniere.
Il convoglio, in parte occultato dal tempo cattivo, non venne avvistato dai ricognitori della Regia Aeronautica e il primo avvistamento venne fatto alle 9:45 del giorno 11 da un aereo civile in volo tra l'Italia e la Libia a circa 70 miglia da Malta; il convoglio giunse indisturbato alle 16:00 di quello stesso giorno, con il solo incidente del cacciatorpediniere HMS Imperial, che avendo urtato contro un mina venne rimorchiato a Malta.

### La prima reazione italiana
Supermarina, avuto notizie del movimento delle unità delle Royal Navy inviò, da Augusta, in ricognizione nelle acque ad oriente di Malta, la XI Squadriglia cacciatorpediniere, al comando del capitano di vascello Carlo Margottini, formata dalle navi Artigliere (caposquadriglia), Aviere, Geniere e Camicia Nera, con il supporto della I Squadriglia torpediniere, formata dalle torpediniere Airone, Alcione e Ariel, con insegna di caposquadriglia sull'Airone; la VII Squadriglia cacciatorpediniere costituita dalle unità della classe Dardo venne inviata a effettuare una ricerca a rastrello presso Capo Bon e la II Flottiglia MAS ad effettuare agguati presso l'isola di Gozo e La Valletta.
In quella notte il grosso della Mediterranean Fleet stava facendo ritorno ad Alessandria, protetto a nordest dagli incrociatori Ajax, Orion, Sydney e York scortati dai cacciatorpediniere Nubian e Mohawk in linea di rilevamento, con l'Ajax nella posizione più settentrionale.

### Lo scontro
Le unità della XI Squadriglia Cacciatorpediniere e della I Squadriglia Torpediniere, iniziarono il rastrellamento alle 01:00 del 12 ottobre con un intervallo in media di circa 4 miglia tra le unità, mentre l'intervallo tra la squadriglia delle torpediniere e quella dei cacciatorpediniere era invece di circa 8 miglia con una velocità di pattugliamento di 12 nodi.
Alle 01:38 la torpediniera Alcione lanciava il segnale di scoperta. La manovra di avvicinamento del bersaglio durò circa 20 minuti e alle 01:57 l'Alcione lanciò due siluri sul lato sinistro dell'Ajax da una distanza circa di 2000 metri e nel giro di 4 minuti vennero lanciati dalle torpediniere italiane contro il nemico 7 siluri, nessuno dei quali andò a segno mentre l'Ajax aveva ricevuto l'ordine di non rendere palese la sua posizione sparando per primo, per non mettere in pericolo il grosso che seguiva a poca distanza. L'Airone, avvicinandosi a grande velocità, aprì il fuoco da circa 700 metri sparando quattro salve molto velocemente colpendo l'Ajax due volte sul ponte ed una volta a sei metri dalla linea di galleggiamento causando un incendio in un ripostiglio, distruggendo un cannone da 102mm e causando 12 morti e 22 feriti. L'Ajax ridusse la velocità a 25 nodi e cambiando direzione costantemente per evitare i siluri e le cannonate, aprì il fuoco sulle tre torpediniere contemporaneamente con tutto l'armamento.

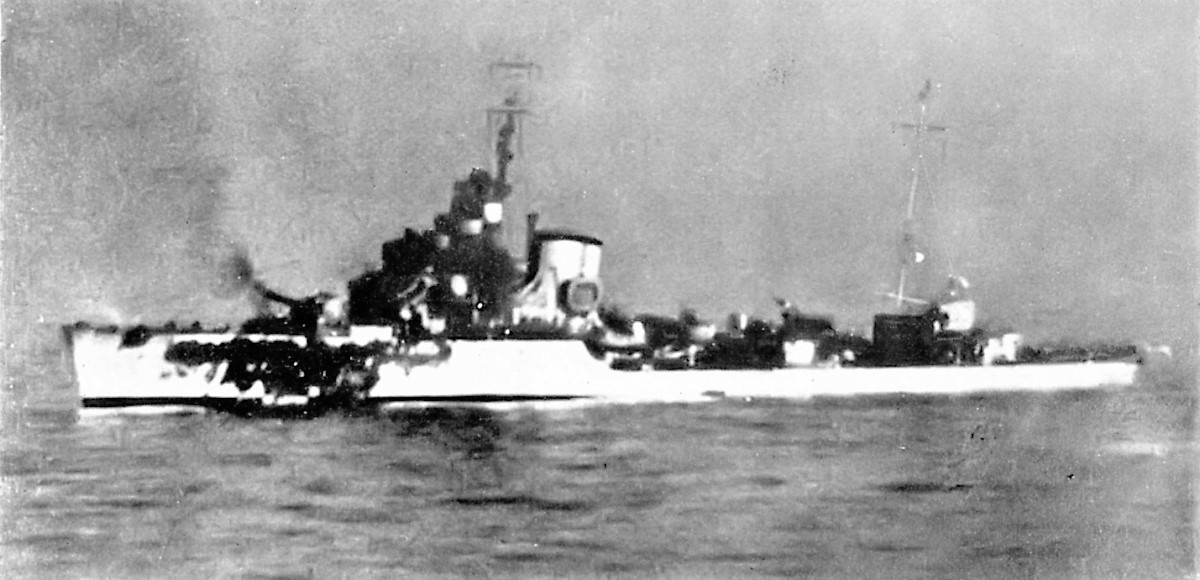
Il cacciatorpediniere Artigliere gravemente danneggiato durante lo scontro notturno del 12 ottobre 1940.

L'Ariel venne colpito subito dopo da numerosi colpi che raggiunsero prima il ponte e poi lo scafo, causando un incendio violento ed un'esplosione, affondò in pochi minuti portando con sé il Comandante Mario Ruta, il comandante in seconda e gran parte dell'equipaggio. L'Airone, investito da una infinità di colpi e messo fuori combattimento in pochi minuti, affondò alcune ore dopo. Tra i sopravvissuti il comandante della Squadriglia, il Capitano di Fregata Banfi
L'Alcione dopo avere sparato 15 salve senza risultato riuscì a rompere il contatto col nemico, rimanendo in zona per prestare aiuto ai naufraghi.
I cacciatorpediniere giunsero in zona e l'Ajax aprì il fuoco, favorito dal fatto che i cacciatorpediniere italiani si trovavano in una situazione di luce sfavorevole. L'Aviere dopo avere avvistato il nemico, mentre si apprestava a lanciare, venne colpito da una salva a prua e una a poppa che causarono la mancanza di energia elettrica e la distruzione dei sistemi di puntamento del complesso binato poppiero, obbligando il comandante a ordinare di ritirarsi.

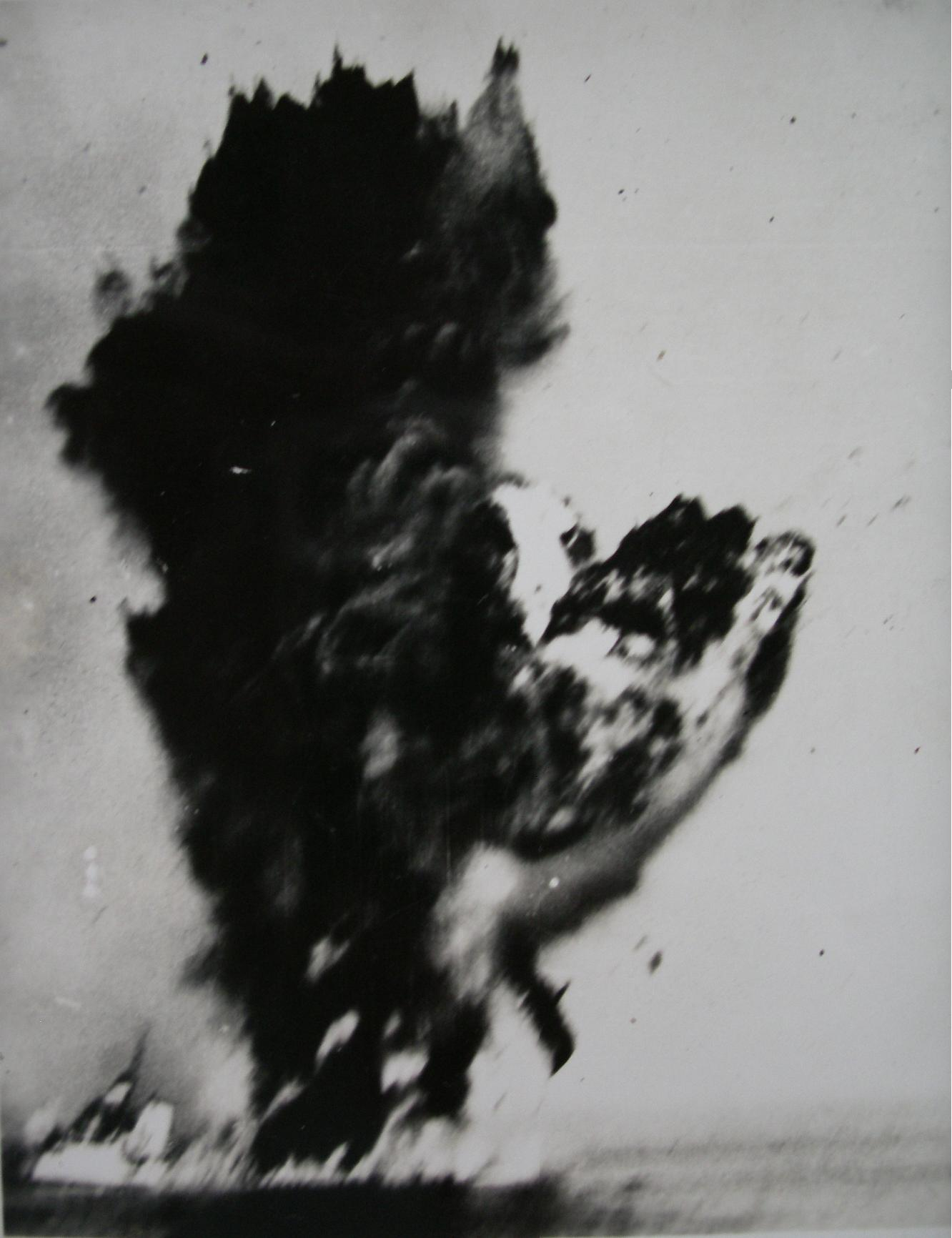
Il deposito munizioni poppiero dell'Artigliere esplode dopo il siluramento della nave da parte dell'incrociatore HMS York, alle 9.05 del 12 ottobre 1940.

L'Artigliere, dopo aver lanciato un siluro contro le unità nemiche e sparato con i cannoni da 120/50 mm, venne investito da numerosi colpi in rapida successione, che provocarono l'esplosione delle riservette del pezzo prodiero da 120mm che causò un vasto incendio, mentre in rapida successione altri 4 colpi raggiunsero la nave, due in coperta, uno nella caldaia centrale e uno nella sala macchine di prora; pur gravemente colpito, l'Artigliere riuscì a sparare quattro salve con altrettanti colpi (su 16) a segno, che provocarono a bordo dall'incrociatore inglese pochi danni, relativi ad un cannone da 102mm, al radar ed alla bussola. Il Camicia Nera dopo avere avvistato il nemico, mentre cercava di avvicinarsi scambio con l'incrociatore due salve senza risultato, mentre il Geniere non riuscì ad avvistare il nemico.
L'Alcione, che aveva recuperato i naufraghi di Ariel e Airone, rientrò insieme all'Aviere, che aveva a sua volta subito gravi danni a bordo, e al Geniere; le unità raggiunsero Augusta fra le 8:00 e le 12:00 del 12 ottobre.
L'Artigliere immobilizzato per i danni ricevuti, riuscì alle 03:00 a mettere in moto una macchina utilizzando la sola caldaia rimasta illesa e inizio lentamente a dirigersi verso nord, ma alle 04:00 circa fu costretto a fermarsi poiché la caldaia non poteva più essere alimentata. In soccorso dell'Artigliere sopraggiunse il Camicia Nera che, dopo avere messo in salvo gran parte dell'equipaggio lo prese a rimorchio all'alba, quando era ormai sul punto di affondare; verso le 8, con il sopraggiungere di forze aeronavali inglesi, venne di nuovo cannoneggiato ed abbandonato dal gemello al suo destino, venne colpito da un siluro dell'incrociatore pesante HMS York, affondando per i nuovi danni subiti, alle ore 09.05, a circa 50 miglia a est di Capo Passero.
Nell'affondamento perse la vita il comandante dell'unità, il Capitano di Fregata Carlo Margottini che, colpito gravemente, morì al suo posto di comando in plancia, continuando ad incitare al combattimento il suo equipaggio. Insieme al comandante cadde anche il suo assistente di squadriglia, il Tenente di Vascello Corrado Del Greco, Entrambi vennero decorati con Medaglia d'Oro al Valor Militare.
Nel dopoguerra la Marina Militare Italiana ha intitolato alla memoria di Carlo Margottini una fregata della classe Bergamini che ha prestato servizio dal 1962 al 1988, e prossimamente anche una delle nuove fregate FREMM dovrebbe essere intitolata a Carlo Margottini.
Il Camicia Nera, inseguito da due incrociatori e tre cacciatorpediniere ed attaccato da dieci aerosiluranti, con abili manovre e occultandosi con cortine fumogene, riuscì a mettersi in salvo raggiungendo Augusta poco prima di mezzogiorno. In tutto, gli Italiani ebbero circa 300 vittime su 550 degli equipaggi
La Regia Marina inviò in soccorso delle navi danneggiate gli incrociatori classe Trento della III Divisione che salparono da Messina alle 08:00, ma l'uscita si rivelò inutile e tardiva e nel pomeriggio le navi rientrarono in porto.